# 16672 Bedini
16672 Bedini este un asteroid din centura principală de asteroizi.

## Descriere
16672 Bedini este un asteroid din centura principală de asteroizi. A fost descoperit pe 17 ianuarie 1994 la Cima Ekar de Andrea Boattini și Maura Tombelli. Asteroidul prezintă o orbită caracterizată de o semiaxă mare de 2,58 ua, o excentricitate de 0,14 și o înclinație de 6,6° în raport cu ecliptica.